# Myśliborskie Holendry
Myśliborskie Holendry (prononciation : [mɨɕliˈbɔrskʲɛ xɔˈlɛndrɨ]) est un village polonais de la gmina de Golina dans le powiat de Konin de la voïvodie de Grande-Pologne dans le centre-ouest de la Pologne.
Il se situe à environ 3 kilomètres au sudcde Golina (siège de la gmina), à 12 kilomètres à l'ouest de Konin (siège du powiat) et à 81 kilomètres à l'est de Poznań (capitale régionale).

## Histoire
De 1975 à 1998, le village faisait partie du territoire de la voïvodie de Konin.

Depuis 1999, Myśliborskie Holendry est situé dans la voïvodie de Grande-Pologne.